# دین فوجیوکا
دین فوجیوکا (انگلیسی: Dean Fujioka; ۱۹ اوت ۱۹۸۰ – ) مجری رادیو، بازیگر، کارگردان فیلم، بازیگر تلویزیون، مدل (شخص)، موسیقی‌دان، بازیگر سینما، صدا پیشه، و تهیه‌کننده فیلم اهل ژاپن بود. وی از سال ۲۰۰۴ میلادی تاکنون مشغول فعالیت بوده‌است.
از فیلم‌ها یا برنامه‌های تلویزیونی که وی در آن نقش داشته‌است می‌توان به جنگجویان رنگین‌کمان:مرد راستین، کیمیاگر تمام‌فلزی اشاره کرد.